# Hyles umbrosa
Hyles umbrosa är en fjärilsart som beskrevs av Schultz. 1911. Hyles umbrosa ingår i släktet Hyles och familjen svärmare. Inga underarter finns listade i Catalogue of Life.